# Marcel Benoist
Marcel Benoist (* 1864 in Paris; † 10. August 1918 ebenda) war ein französischer Rechtsanwalt.
Er vermachte sein Vermögen der Schweiz zur Stiftung des Schweizer Wissenschaftspreises Marcel Benoist. Der Preis sollte gemäß seinem Testament „jährlich jenem schweizerischen oder in der Schweiz domizilierten Gelehrten, der während des Jahres die nützlichste wissenschaftliche Erfindung, Entdeckung oder Studie gemacht hat, die insbesondere für das menschliche Leben von Bedeutung ist“, verliehen werden. Neben seinem Vermögen vermachte er der Schweiz auch seine Kunstsammlung und seine Bibliothek. Erstere befindet sich heute in der Villa Mon Repos in Lausanne, die Büchersammlung wurde ins Stadtarchiv Lausanne integriert.